# Viettema
Viettema este un gen de molii din familia Lymantriinae.